# Schneizlreuth
Schneizlreuth település Németországban, azon belül Bajorországban. Lakosainak száma 1394 fő (2023. december 31.). Schneizlreuth Bad Reichenhall és Bayerisch Gmain községekkel határos.

## Népesség
A település népessége az elmúlt években az alábbi módon változott:
| Lakosok száma | 1155 | 616  | 1338 | 1333 | 1327 | 1316 | 1313 | 1309 | 1386 | 1394 |
|               | 1970 | 1975 | 2011 | 2012 | 2014 | 2015 | 2017 | 2019 | 2022 | 2023 |